# Пунта-Індіо (округ)
Округ Пу́нта-І́ндіо (ісп. Punta Indio) — адміністративно-територіальна одиниця 2-ого рівня у провінції Буенос-Айрес в центральній Аргентині. Адміністративний центр округу — Вероніка (ісп. Verónica).
Населення округу становить 9888 осіб (2010). Площа — 1610 кв. км.

## Історія
Округ заснований у 1994 році.

## Населення
У 2010 році населення становило 9888 осіб. З них чоловіків — 4937, жінок — 4951.

## Політика
Округ належить до 3-ого виборчого сектору провінції Буенос-Айрес.